# Teratoscincus
Genre
Teratoscincus est un genre de geckos de la famille des Sphaerodactylidae.

## Répartition
Les sept espèces de ce genre se rencontrent en Asie.

## Description
Les geckos de ce genre ont un aspect trapu, avec des écailles apparentes, une tête assez massive et de grands yeux. Ils ont également une sorte de sourcil au-dessus des yeux leur donnant un aspect particulier. Ils sont nocturnes, terrestres et insectivores.

## Liste des espèces
Selon The Reptile Database (27 mars 2015) :
- Teratoscincus bedriagai Nikolsky, 1900
- Teratoscincus keyserlingii Strauch, 1863
- Teratoscincus microlepis Nikolsky, 1900
- Teratoscincus przewalskii Strauch, 1887
- Teratoscincus roborowskii Bedriaga, 1906
- Teratoscincus scincus (Schlegel, 1858)
- Teratoscincus toksunicus Wang, 1989

## Publication originale
- Strauch, 1863 : Characteristik zweier neuer Eidechsen aus Persien. Bulletin de l’Académie Impériale des Sciences de St. Pétersbourg, vol. 6, p. 477-480 (texte intégral).